# 賄賂

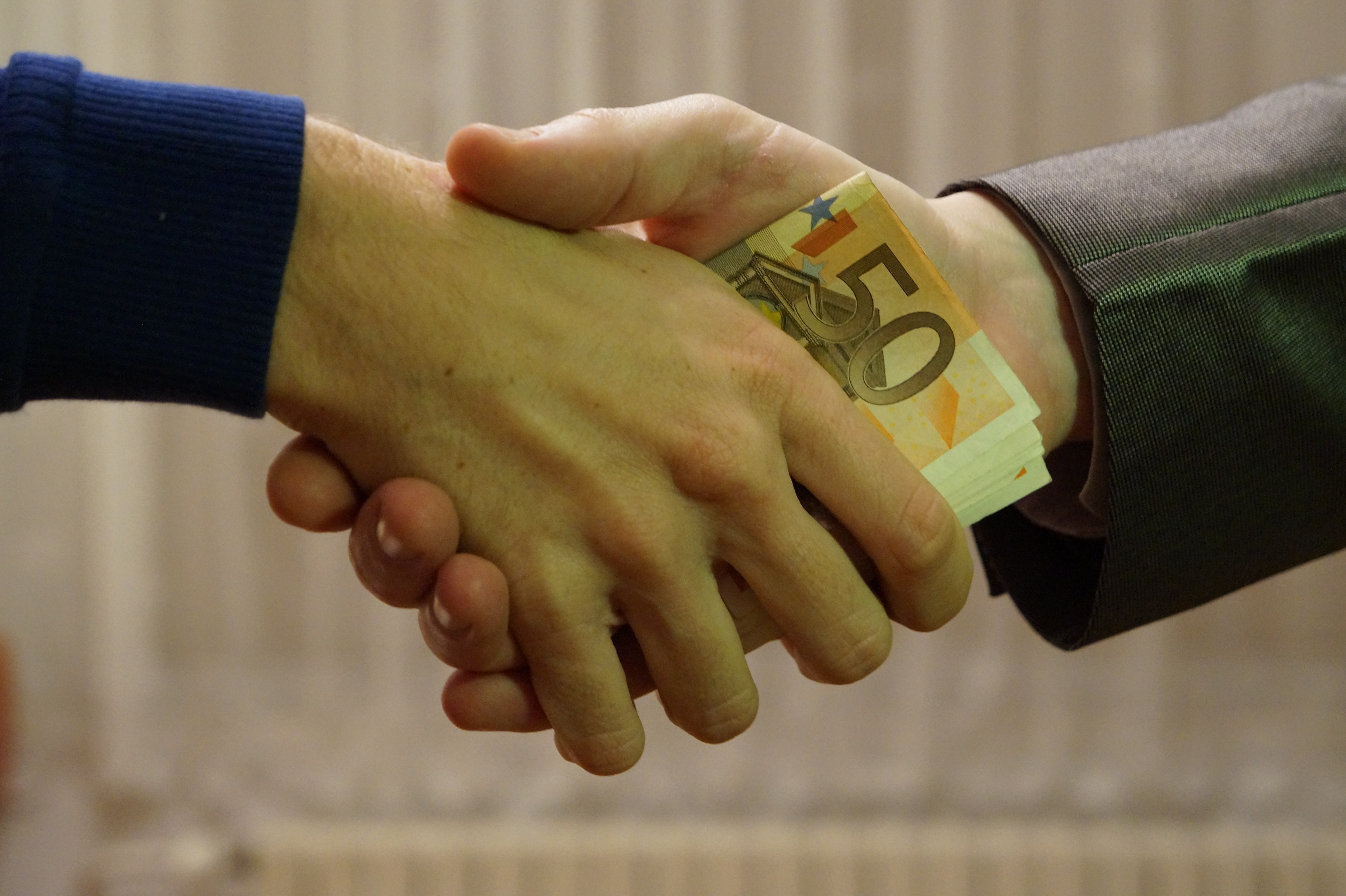
賄賂のイメージ

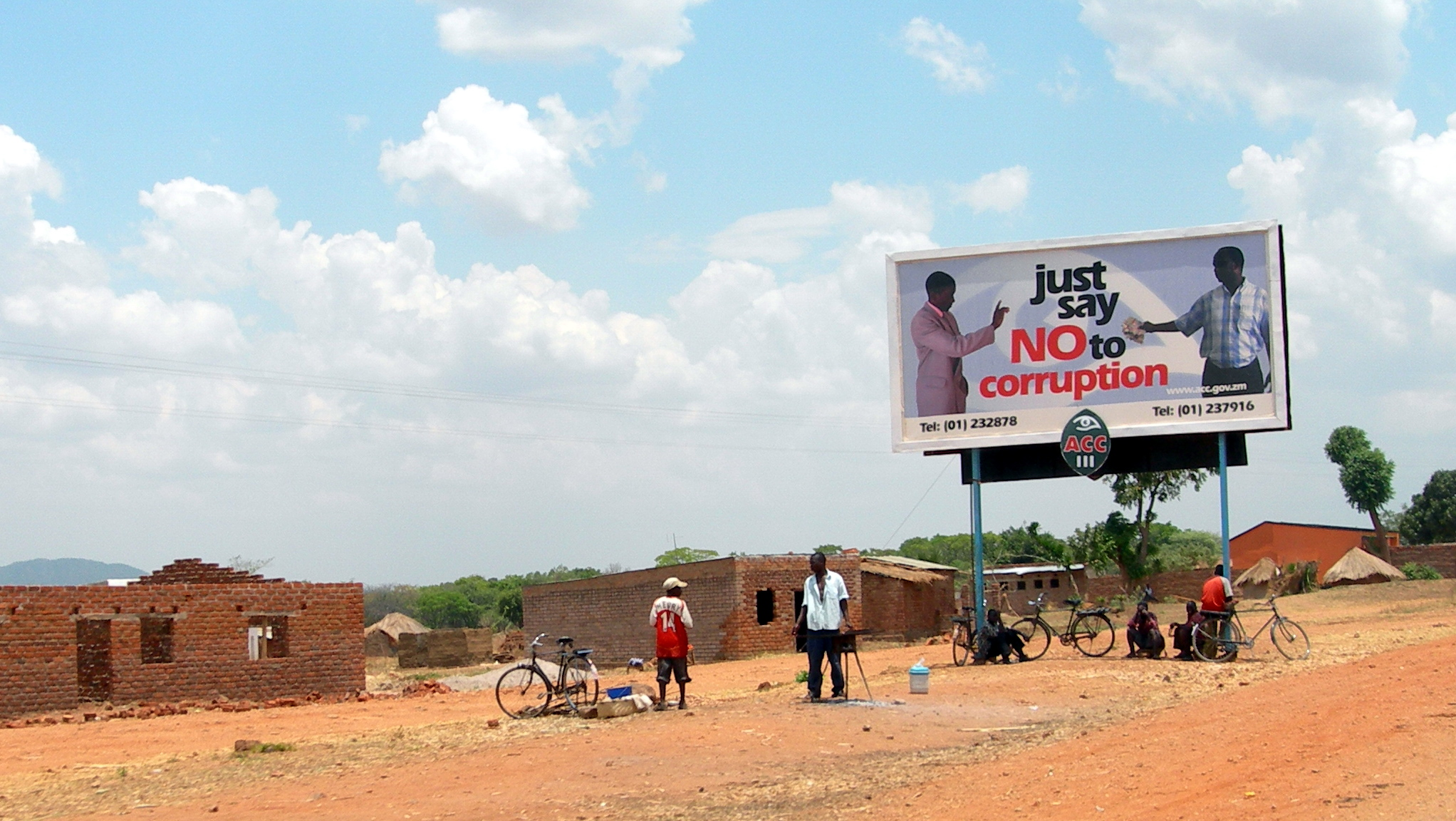
賄賂防止キャンペーン（ザンビア）

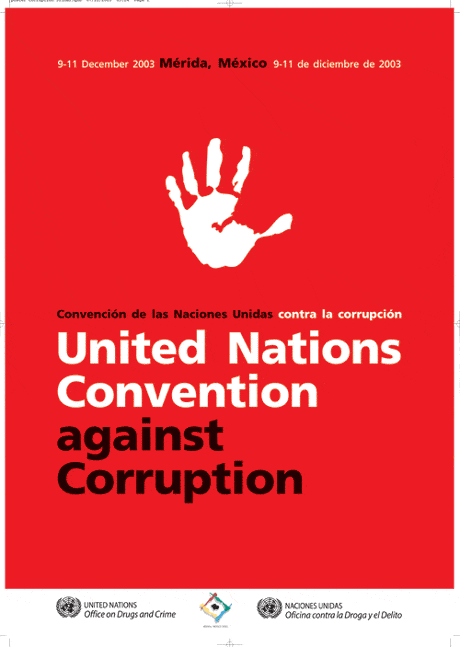
腐敗の防止に関する国際連合条約

賄賂（わいろ）は、汚職の一形態。主権者の代理として公権力を執行する為政者や官吏が権力執行の裁量に特別な便宜を計ってもらうことを期待する他者から受ける不正な財やサービスのこと。賂（まいない）とも呼ばれる。賄賂を受け取ることを「収賄」、贈ることを「贈賄」、両方の行為を合わせて「贈収賄」と呼ぶ。

## 概要
多くの国で、賄賂を取り締まり罰する法律を有している。
賄賂を放置した場合、賄賂によって公務員の裁量の公正が歪められる。仮に裁量そのものが適正なものであったと仮定しても、賄賂の授受の事実のみで国民は公務員の裁量の公正を疑い、公務への社会の信頼が損なわれる。こうした点からしても、賄賂が公認される余地はないこととなる。
日本を含む腐敗防止条約の締約国は、故意に行われる次の行為を犯罪とするため、必要な立法その他の措置をとることとされている（15条）。
 
(a)　公務員に対し、当該公務員が公務の遂行に当たって行動し、又は行動を差し控えることを目的として、当該公務員自身又は他の者若しくは団体のために不当な利益を直接又は間接に約束し、申し出、又は供与すること。
(b)　公務員が、自己の公務の遂行に当たって行動し、又は行動を差し控えることを目的として、当該公務員自身又は他の者若しくは団体のために不当な利益を直接又は間接に要求し、又は受領すること。

## 日本における賄賂罪
日本における賄賂の意味は、刑法ではなく、個別事件に対応した判例や決定により定義されている。
賄賂の目的物は、有形無形を問わず、人の需要・欲望を満たすに足りる一切の利益を含む。
明治43年12月19日大審院判決（大審院刑事判例集16巻2239頁）
株式の新規上場に先立つ公開に際し、上場時には価格が確実に公開価格を上回ると見込まれ、一般人には公開価格で取得することが極めて困難な株式を公開価格で取得できる利益は、それ自体が賄賂罪の客体になる。
昭和63年7月18日最高裁決定（最高裁刑事判例集42巻6号861頁）
日本国の賄賂罪は、以下が対象となる。
- 贈賄先が公務員である場合
- 法人の責任者や従業員が他者から利得を得て株主などの利益や団体の趣旨に反する裁断を下した場合は、背任罪に問われることになるが、日本においては以下の例外がある。
  - 法律上のみなし公務員規定により、公務員と同様に刑法の賄賂罪が適用される場合。（例：国立大学法人の役職員）
  - 個別法が当該法人の役職員に対する贈収賄の処罰を定めている場合（例：日本郵政について、日本郵政株式会社法17条-19条）
  - 会社の取締役や監査役など(会社法967条・969条)、一般社団法人や一般財団法人における理事など（一般社団法人及び一般財団法人に関する法律337条）のように、法人に関する法律が贈収賄の処罰を定めている場合。
  - 政治家が資金管理団体を経由して献金を受ける迂回献金は、資金管理団体の収支報告書に受取りの報告が行われなかった場合は、政治資金規正法違反となる。ただし2004年の日歯連事件では、検察審査会の不起訴不当議決や起訴相当議決にも関わらず、検察庁は不起訴処分を決定した。検察審査会は2009年の陸山会事件では強制起訴議決をし、検察官役による強制起訴が行われ、小沢一郎議員の元秘書3人は有罪となった。

## 歴史
賄賂は、権力機構の成立に付随して出現する。歴史上、法で明確化された徴税機構が機能している際には賄賂は違法とされるが、法制上の徴税機構が存在しないか機能不全に陥った際には、貢租と賄賂の区別が不明確になる。官職売買なども、主権者の定める法制によって公認された行為であれば賄賂とはされない。
また、近代以前の日本では、礼銭と賄賂の区別は明確ではなく、裁判などで礼銭名目で官吏に賄賂を贈って有利を得ようとする行為は、当時の常識的範囲内のものであれば賄賂とは考えられていなかった。
近代国家では、賄賂は違法とされ罰則が設けられるようになった。

## 現代における国際的規制
また1997年に、経済協力開発機構で『国際商取引における外国公務員に対する贈賄の防止に関する条約』が制定され、外国公務員に対する贈賄も法規制の対象になった。贈収賄いずれの当事者も、所属しない国家から摘発の対象とされることもある（例：アメリカ合衆国の連邦海外腐敗行為防止法、イギリスの2010年贈収賄法）。
国際標準化機構（ISO）が2016年10月に発効させた「ISO37001」は、贈収賄防止に特化した国際標準規格である。日本では双日がコンプライアンスの一環として2019年に取得しており、金銭を贈ることを禁止しただけでなく、贈答や接待、旅費負担についても、社内規則を設けた。
中華人民共和国では、公務員を始め、商談の場や医療を受ける際などで、賄賂が盛んに行われている。2005年には、発覚したものだけで一ヶ月当たり約29億円（うち23%が国家公務員のもの）という調査もある。
公務員の賄賂に対しての処罰は厳しく、2007年にも賄賂を受け取った高官が死刑に処されている。
中央政府は腐敗防止局を2008年に新設したが、手口の巧妙化や予算の制約による限界が指摘されている。
2012年に就任した習近平中国共産党総書記は、「汚職は国を滅ぼす」と述べ腐敗撲滅を目指している。
医療では、賄賂は長い間「暗黙の了解」とされてきたという。これについては、調査対象の約7割が医者へ賄賂を渡したという報告がある。
- 渡す側の理由としては、「“袖の下”を渡すと医者の態度が全然違う」が一番多い[7]。
- 受け取る側の理由としては、外国と比べ医者の収入が低いなどが言われている[7]。

## 隠語
菓子箱の底に小判を隠すのは、時代劇等でもよく使われ、その小判のことを「山吹色のお菓子」「黄金色のお菓子」という隠語で表現される。
また袖の下（そでのした）という隠語もある。

## 備考
- 歴史的には『日本書紀』に賄賂に関する記事が7例見られ、表記としては、「貨賂」「賂」と記して、「まいない」と読ませている[9]。その最初の記事は、継体天皇6年（512年）12月条であり（前同 p.294）、百済の使者が任那の4県を得るために倭人に送ったとされる。
- テレビ時代劇において、代官が賄賂を受け取るイメージが作られているが、実際には代官の下僚である手代の方が賄賂を受け取ることがあり、その原因として、薄給であり、保証の無い不安定な身分であるため、自分が働ける内に家族のために不正金銀を貯えようとしたためと『よしの冊子』に実情が記されている[10]。手代が賄賂を受け取らないよう、特別手当として、1人5両ほど与えるも、1度の賄賂で2、30両ほどもらえるため、やはり賄賂は横行したとされる（前同 p.246）。農民の方も願い事のために金銀を差し出すことが習慣化されており、手代が求めずとも出された（前同 p.247）。ただし立件され、摘発されることは稀とされる（前同 p.251）。結果として、寛政2年（1790年）に代官の下僚として、御家人格の手付が創設されることとなる（前同 p.252）。有能な手代を手付に登用、昇進させるチャンスを与えることで賄賂を防ごうとしたが、失敗している（前同 pp.253 - 256）。
- 歴史学者の磯田道史は、日本を大陸国家と比較し、アジア各国の空港役人が賄賂を要求するのに対し、成田税関ではそうした事件が無いことを挙げ、日本の役人の不正は、だいたいが飲食物くらいであり（例外は挙げつつ）、これらの比較は前近代の近世江戸期に遡り、日本の代官は農民からウズラの卵を持ち帰る程度だったが、清朝の官僚達は何かにつけて莫大な賄賂を得ていて、この社会的差異は、日本の武家が4 - 5人程度の小家族単位で暮らし、役職も世襲の永代雇用で、小さな出世くらいしかできない社会だったことに対し、中国や韓国では宗族＝一族といった大規模家族単位の中で生き、役人になるためには、科挙に合格しなければならず、その過程で宗族を挙げて経済援助し、出世させるが、それで大臣クラスに昇進したとしても一代限りであるため、在任中に稼げるだけ稼ぎ、投資した宗族に還元したことによるとする。この宗族は大地主など地域の商業活動と結びついていたため、これが役人の腐敗につながり、その社会体質（国家役職を一族のビジネスとすること）から現代でも脱し切れていないとする[11]。